# Премия «Сатурн» за достижения в карьере
Премия «Сатурн» престижная награда вручаемая Академией научной фантастики, фэнтези и фильмов ужасов за достижения в карьере (англ. The Life Career Award).

## Список
Ниже приведен список лауреатов и год вручения награды:

### 1970-е
- Фриц Ланг (1976)
- Сэмюэл З. Аркофф (1977)
- Карл Лэммле мл. (1978)
- Кристофер Ли (1979)

### 1980-е
- Джин Родденберри (1980)
- Уильям Шетнер (1980)
- Джон Агар (1981)
- Рэй Харрихаузен (1982)
- Мартин Б. Коэн (1983)
- Винсент Прайс (1986)
- Леонард Нимой (1987)
- Роджер Корман (1988)

### 1990-е
- Рэй Уолстон (1990)
- Арнольд Шварценеггер (1992)
- Дэвид Линч (1993)
- Стив Ривз (1994)
- Уит Бисселл (1994)
- Джоэл Сильвер (1995)
- Уэс Крэйвен (1995)
- Альберт Р. Брокколи (1996)
- Эдвард Р. Прессман (1996)
- Джеймс Карен (1998)
- Майкл Крайтон (1998)
- Джеймс Коберн (1999)
- Натан Юран (1999)

### 2000-е
- Дик Ван Дайк (2000)
- Джордж Баррис (2000)
- Брайан Грейзер[1] (2001)
- Роберт Инглунд[1] (2001)
- Дрю Струзан[2] (2002)
- Стэн Ли[2] (2002)
- Курт Рассел[3] (2003)
- Сид и Марти Крофт[3] (2003)
- Блейк Эдвардс[4] (2004)
- Стивен Кеннел[5] (2005)
- Том Ротман[5] (2005)
- Роберт Холми ст.[6] (2008)
- Роберт Холми мл.[6] (2008)
- Лэнс Хенриксен[7] (2009)

### 2010-е
- Ирвин Кершнер[8] (2010)
- Берт Гордон[9] (2011)
- Майкл Бин[9] (2011)
- Фрэнк Оз[10] (2012)
- Джеймс Ремар[10] (2012)
- Джонатан Фрейкс[11] (2013)
- Малкольм Макдауэлл[12] (2014)
- Ли Мэйджорс[13] (2017)

### 2020-е
- Майкл Грускофф[14] (2021)
- Кэтрин Ли Скотт[15] (2022)
- Джоди Фостер[16] (2024)

## Фотогалерея
Фотографии некоторых лауреатов:

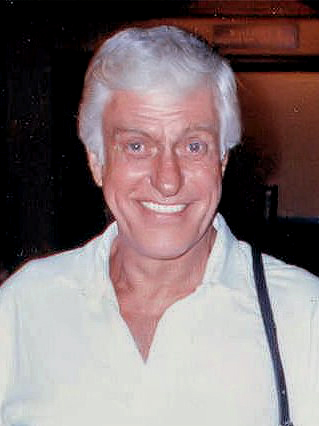
Дик Ван Дайк
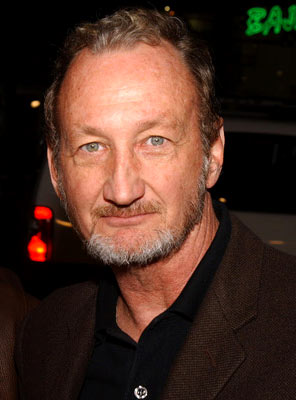
Роберт Инглунд
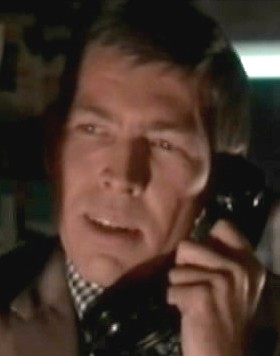
Джеймс Коберн
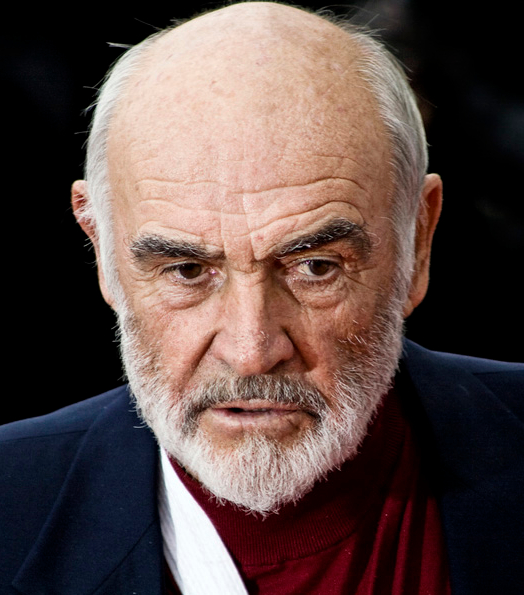
Шон Коннери
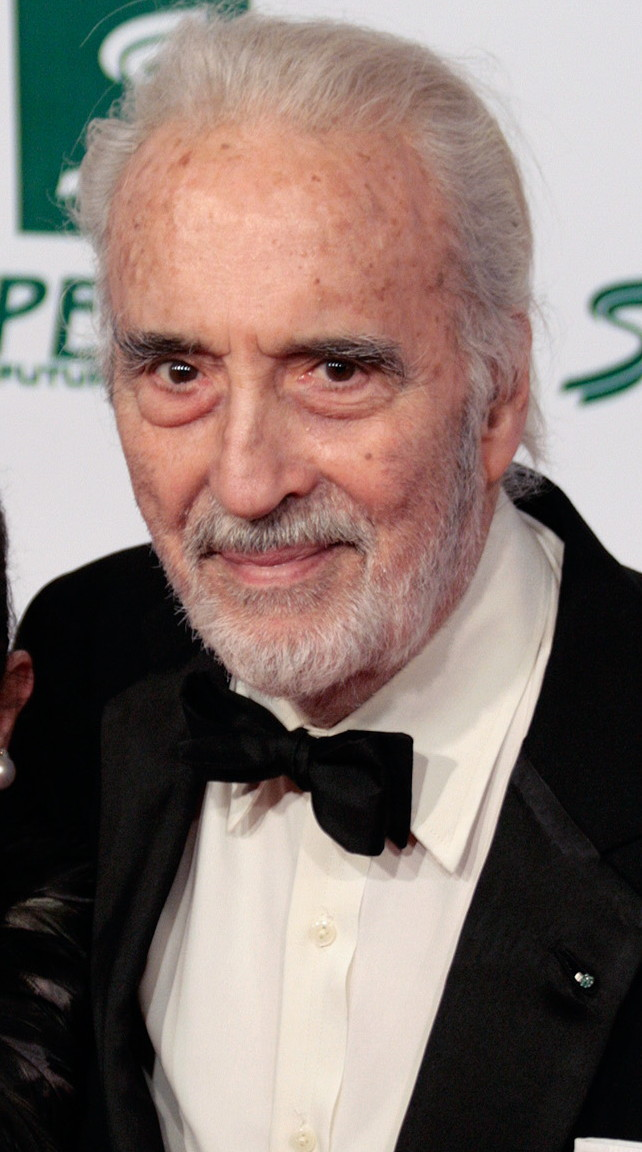
Кристофер Ли
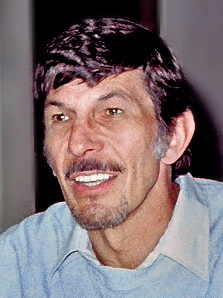
Леонард Нимой
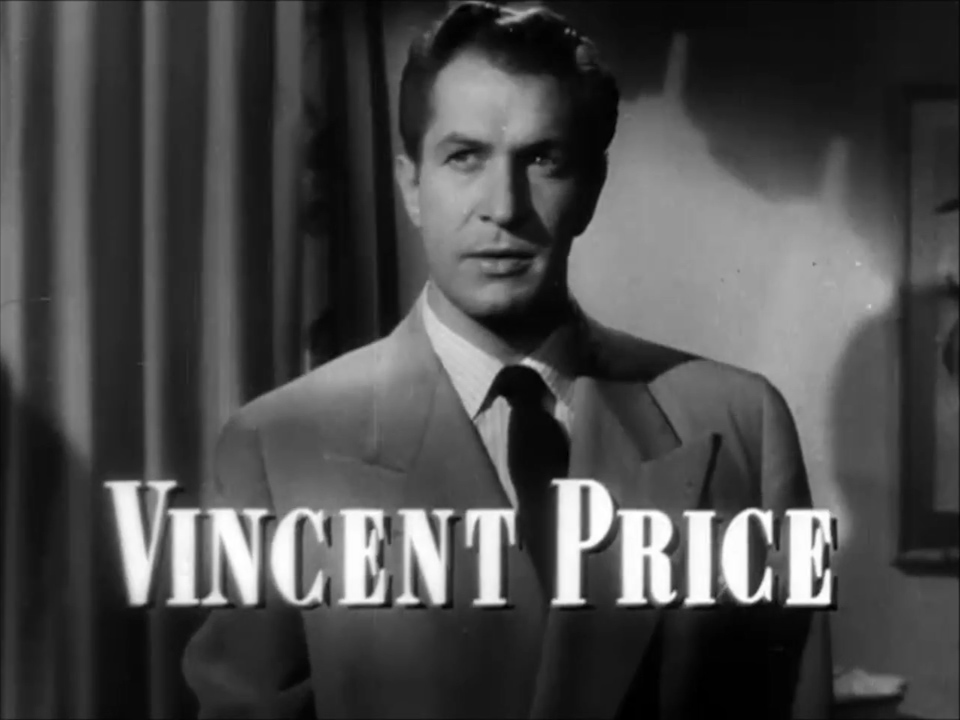
Винсент Прайс
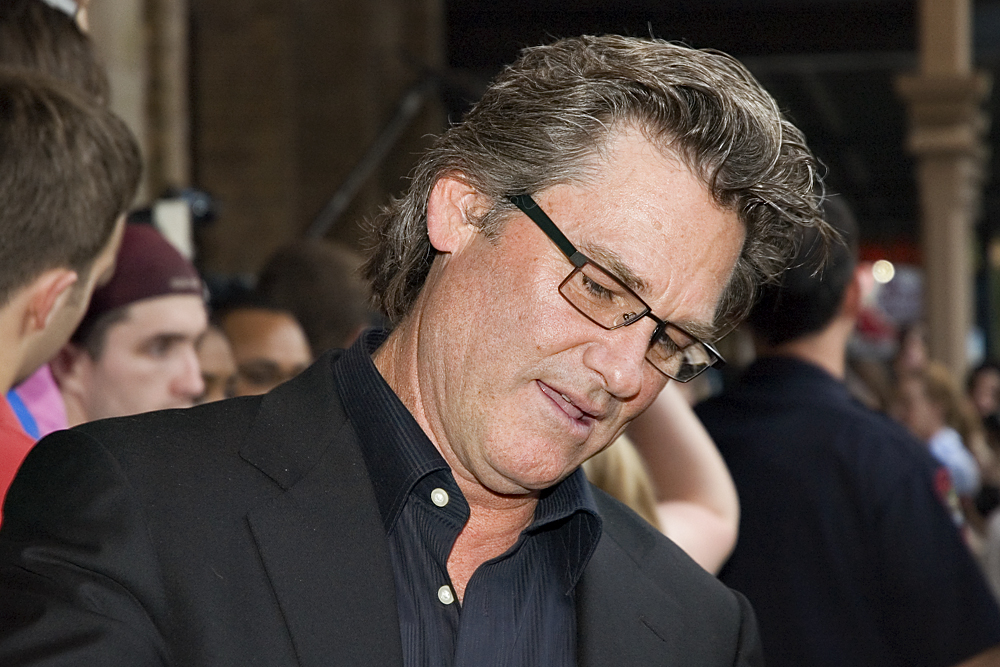
Курт Рассел
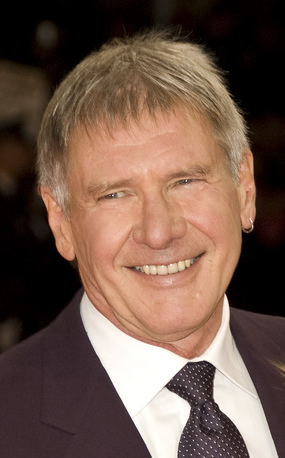
Харрисон Форд
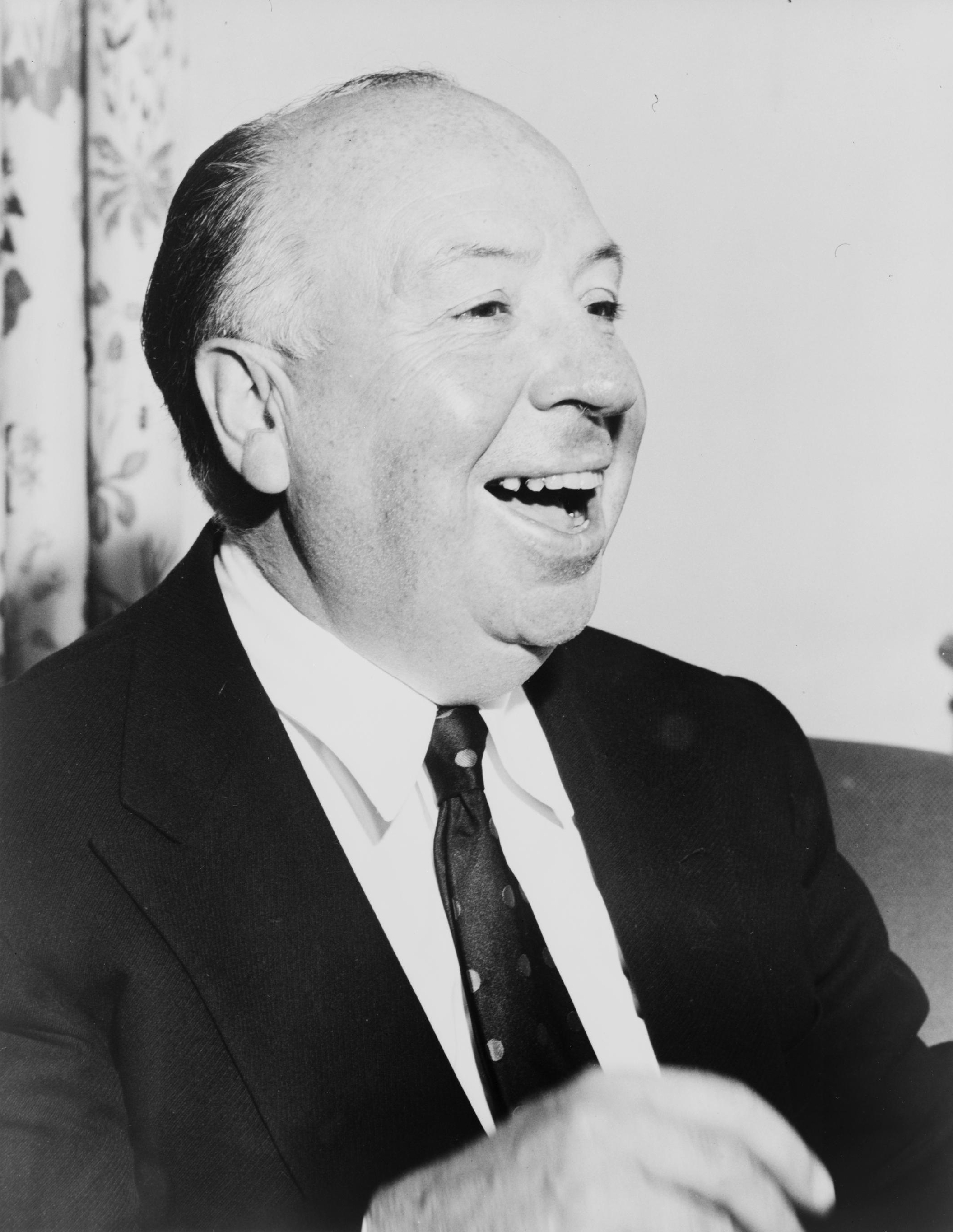
Альфред Хичкок
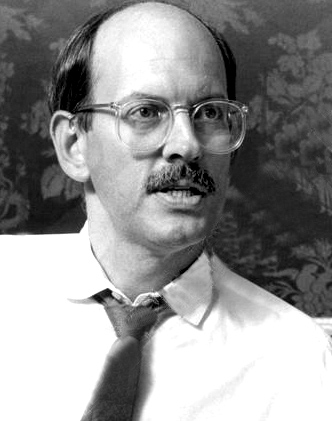
Фрэнк Оз
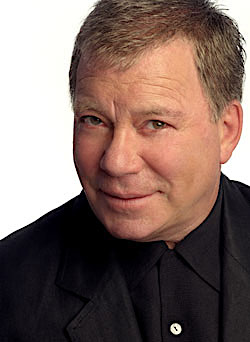
Уильям Шетнер
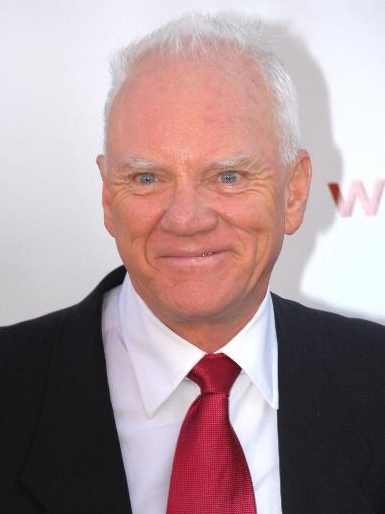
Малкольм Макдауэлл